# 롭 토머스 (음악가)
롭 토머스(Rob Thomas, 1972년 2월 14일 ~ )는 미국의 싱어송라이터이다.

## 같이 보기
- 매치박스 트웬티